# Crinoniscus cephalatus
Crinoniscus cephalatus är en kräftdjursart som beskrevs av Hosie 2008. Crinoniscus cephalatus ingår i släktet Crinoniscus och familjen Crinoniscidae.
Artens utbredningsområde är havet kring Nya Zeeland. Inga underarter finns listade i Catalogue of Life.